# Боцян (Мазовецьке воєводство)
Боцян (пол. Bocian) — село в Польщі, у гміні Колбель Отвоцького повіту Мазовецького воєводства.
Населення — 197 осіб (2011).
У 1975-1998 роках село належало до Седлецького воєводства.

## Демографія
Демографічна структура станом на 31 березня 2011 року:
|          | Загалом | Допрацездатний вік | Працездатний вік | Постпрацездатний вік |
| -------- | ------- | ------------------ | ---------------- | -------------------- |
| Чоловіки | 93      | 20                 | 63               | 10                   |
| Жінки    | 104     | 34                 | 54               | 16                   |
| Разом    | 197     | 54                 | 117              | 26                   |